# Myliobatiformes
I Myliobatiformes sono un ordine di pesci cartilaginei marini e d'acqua dolce.

## Descrizione
Come la generalità delle razze i Myliobatiformes hanno corpo molto schiacciato dorsalmente con grandi pinne pettorali che si uniscono ai lati della testa anteriormente alle aperture delle branchie. Le branchie si aprono sulla parte ventrale del corpo: l'acqua per la respirazione viene aspirata attraverso lo spiracolo (che è situato sul lato dorsale) ed espulsa attraverso le aperture branchiali. La pinna anale non è presente. Non sono presenti le palpebre, la cornea è fusa con la cute. La bocca può allungarsi quando aperta in molte specie; i denti sono in genere piccoli, fitti e molto numerosi, atti a schiacciare organismi duri. Sul muso sono presenti delle cellule sensoriali sensibili alle variazioni del campo elettrico (Ampolle di Lorenzini).

## Riproduzione
In gran parte sono ovovivipari ma alcune specie depongono uova con guscio corneo.

## Tassonomia
L'ordine comprende le seguenti famiglie:
- Dasyatidae Jordan & Gilbert, 1879
- Gymnuridae Fowler, 1934
- Hexatrygonidae Heemstra & Smith, 1980
- Myliobatidae Bonaparte, 1835
- Plesiobatidae Nishida, 1990
- Potamotrygonidae Garman, 1877
- Urolophidae Müller & Henle, 1841
- Urotrygonidae McEachran, Dunn & Miyake, 1996